# نقاش گل‌های آفتابگردان
نقاش گل‌های آفتابگردان پرتره ونسان ون گوگ که توسط پل گوگن در سال ۱۸۸۸ کشیده شده است. این نقاشی در موزه ون گوگ در آمستردام قرار دارد.
این نقاشی در آرل فرانسه و هنگامی که گوگن به دیدار وان‌گوگ رفته بود، کشیده شده است. ونسان از گوگن تقاضا کرده بود که به آرل بیاید تا در آنجا یک گالری هنری باز کنند. گوگن تقاضای او را پذیرفت و هزینه سفر توسط تئودوروس ون گوگ برادر پرداخته شد. این سفر بیش از دو ماه طول نکشید، زیرا دو نقاش دائماً با یکدیگر در نزاع بودند و سرانجام ون گوگ بعد از یک نزاع با گوگن گوش سمت چپ خود را با تیغ برید.